# 蘭道夫鎮區 (印地安納州俄亥俄縣)
蘭道夫鎮區（英語：Randolph Township）是位於美國印地安納州俄亥俄縣的一個行政鎮區。

## 地方資料
根據2010年美國人口普查的數據，蘭道夫鎮區的面積為99.80平方千米，當中陸地面積為96.70平方千米，而水域面積為3.10平方千米。當地共有人口4383人，而人口密度為每平方千米43.92人。